# فاوستو مندوزا مالدونادو
فاوستو مندوزا مالدونادو (بالإسبانية: Fausto Mendoza Maldonado)‏ هو سياسي مكسيكي، ولد في 7 يونيو 1948 في ميتشواكان في المكسيك. حزبياً، نشط في حزب الثورة الديمقراطية. وقد انتخب عضو مجلس النواب المكسيك.